# Acanthocephala
Pour les articles homonymes, voir Acanthocephala (homonymie).
Embranchement
Classification phylogénétique
- bilatériens
  - protostomiens
    - lophotrochozoaires
      - eutrochozoaires
        - syndermates
          - rotifères
          - acanthocéphales
          - cycliophores ?

        - spiraliens
          - entoproctes
          - parenchymiens
            - plathelminthes
            - némertes

          - mollusques
          - siponcles
          - annélides

      - lophophorata

    - chaetognathes ?
    - cuticulates

  - mésozoaires ?
  - deutérostomiens
    - échinodermes
    - pharyngotrèmes

Les acanthocéphales (Acanthocephala) ou vers à tête épineuse sont de petits animaux, vermiformes parasites de vertébrés au stade adulte, dont la taille varie entre 1 mm et 70 cm. Ils sont caractérisés par un proboscis rétractable portant des épines courbées en arrière qui leur permet de s'accrocher à la paroi intestinale de leurs hôtes .

## Description et caractéristiques
Le corps est à symétrie bilatérale, cylindrique, non segmenté bien qu'une annulation soit, parfois, visible superficiellement.

Les acanthocéphales mesurent quelques millimètres, néanmoins une espèce, Macracanthorhynchus hirudinaceus, parasite du cochon, atteint près d'un mètre.

La cavité intra-corporelle, le pseudocœlome, est grande. Il n'y a ni bouche, ni tractus digestif, ni systèmes circulatoires ou respiratoires.

Les muscles, les systèmes nerveux et excréteur sont réduits.

Le mâle possède de volumineuses « glandes à ciment » fabriquant des bouchons spermatiques utilisés dans la compétition spermatique.

La couleur externe est variable : blanchâtre, jaune, orange, rouge.
On sait désormais que l'embranchement des Acanthocephala est en fait un groupe de Rotifères devenus parasites. La notion actuelle de Rotifère (s.l.) est donc élargie aux Acanthocéphales et devient ainsi identique au clade des Syndermata.

## Écologie
Les acanthocéphales sont tous des parasites internes d'arthropodes à l'état juvénile, et d'intestins de vertébrés à l'état adulte. Leur cycle vital requiert toujours au minimum deux hôtes. Il n'y a pas, dans leur cycle, de phase de vie libre. Les substances nutritives sont absorbées directement à partir des fluides corporels de l'hôte à travers la paroi du corps.
Ils ont un cycle larvaire qui passe par un hôte intermédiaire (insecte ou autre arthropode). Les vertébrés se contaminent par transmission trophique, c'est-à-dire en mangeant les hôtes intermédiaires. Les acanthocéphales sont notamment connus pour leur capacité à modifier les comportements de leurs hôtes intermédiaires, les rendant plus susceptibles à la prédation par les hôtes définitifs : les hôtes intermédiaires infectés, selon les espèces d'acanthocéphales, peuvent ainsi montrer une attraction pour l'odeur de prédateur, une propension moindre à se cacher dans des refuges, ou une attraction à la lumière où ils seront plus repérables par les hôtes définitifs. Ces derniers, selon les espèces d'acanthocéphales, peuvent être des poissons, des oiseaux ou des mammifères comme les phoques, les porcs ou les rongeurs, les chiens et chats.

## Reproduction
Mattei et Marchand en 1987 notent, d'après leurs observations faits au microscope électronique que les spermatozoides d'acanthocéphales et de Myzostomides sont morphologiquement et structurellement « très semblables et présentent une organisation singulière qui n'a jamais été trouvée dans un autre groupe animal », ce qui évoque une parenté entre eux.

## Classification
On en connaît actuellement 1 150 espèces en 4 classes.
Selon ITIS (7 mars 2016) :
- classe Archiacanthocephala Meyer, 1931
- classe Eoacanthocephala Van Cleave, 1936
- classe Palaeacanthocephala Meyer, 1931
- classe Polyacanthocephala Amin, 1987

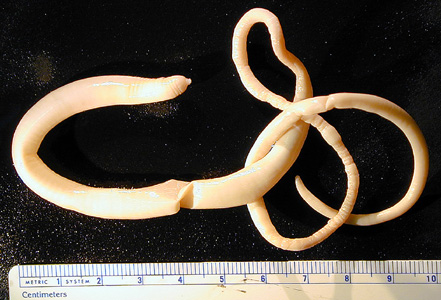
Macracanthorhynchus hirudinaceus (Archiacanthocephala)
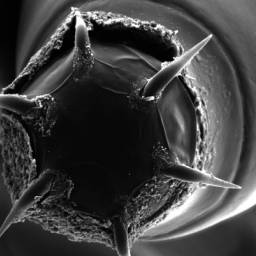
Tête de Neoechinorhynchus manubrianus (Eoacanthocephala)
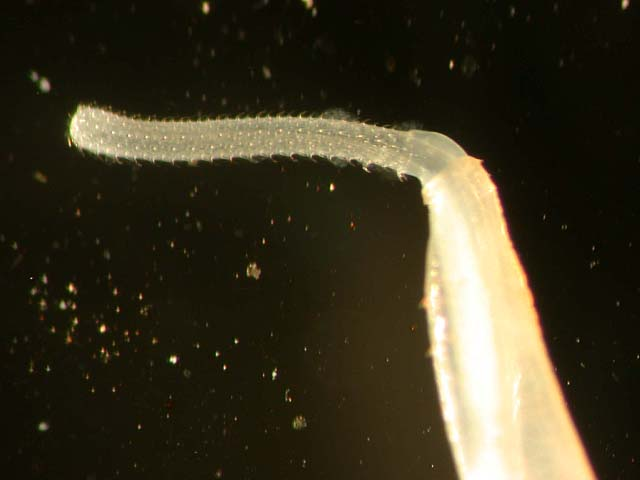
Rhadinorhynchus sp. (Palaeacanthocephala)